# Katedra Filozofii Akademii Pomorskiej w Słupsku
Katedra Filozofii Akademii Pomorskiej w Słupsku – nieistniejąca jednostka dydaktyczno-naukowa należąca do struktur Wydziału Edukacyjno-Filozoficznego Akademii Pomorskiej w Słupsku. Dzieliła się na 2 zakłady. Prowadziła działalność dydaktyczną i badawczą związaną z filozofią anglosaską, etyką środowiskową, etyką zawodową, etyką katolicką, historią filozofii, historią filozofii współczesnej, filozofią religii, religioznawstwem, logiką i metodologią badań naukowych, filozofią człowieka, filozofią wychowania, socjologią ogólną, aksjologią, filozofią komunikacji, negocjacjami społecznymi. Katedra oferowała studia na kierunku filozofia o specjalnościach: filozofia kultury, komunikacja i mediacje społeczne oraz studia podyplomowe. W jej skład wchodziły dwa zakłady, w których pracowało 7 nauczycieli akademickich, w tym 2 profesorów nadzwyczajnych z tytułem naukowym doktora habilitowanego, 4 adiunktów ze stopniem doktora i 1 asystent z tytułem magistra. W roku akademickim 2012/2013 w katedrze kształciło się 37 studentów w trybie dziennym. Siedzibą katedry mieściła się w głównym gmachu uczelni przy ulicy Arciszewskiego 22a w Słupsku.
Katedra powstała jako jedna z pierwszych jednostek Wyższej Szkoły Nauczycielskiej w Słupsku w 1971 roku jako Zakład Nauk Filozoficzno-Społecznych. W 1993 roku dotychczasowy Zakład przekształcono w Katedrę Filozofii. Działała ona w ramach Wydziału Pedagogicznego (od 2001 roku Wydział Edukacyjno-Filozoficzny Akademii Pomorskiej w Słupsku). W 2013 roku w związku ze spadającym zainteresowaniem absolwentów szkół średnich studiami filozoficznymi, Katedra Filozofii została zlikwidowana. Pracownicy naukowi katedry zajmowali też często najważniejsze stanowiska w hierarchii akademickiej – rektorów: Zbigniew Żechowski (1971-1978) i Hieronim Rybicki (1987-1990), wielokrotnie obejmowali też funkcję dziekanów na swoich wydziałach.

## Historia
Początki studiów filozoficznych na Akademii Pomorskiej w Słupsku związane są z powołaniem do życia w 1971 roku w ramach ówczesnej Wyższej Szkoły Nauczycielskiej Zakładu Nauk Filozoficzno-Społecznych w 1971 roku. W 1978 r. zmienił on nazwę na Zakład Nauk Społeczno-Politycznych, a później przemianowany został na Zakład Nauk Społecznych. 
Zakład Nauk Społecznych przekształcił się w 1990 roku w Studium Nauk Społecznych i był jednostką ogólnouczelnianą. Mimo to nie prowadził własnego kierunku studiów. Już rok później w 1991 roku stracił on swoją samodzielność i został włączony do Instytutu Historii jako Zakład Myśli Filozoficznej i Społecznej. Wraz ze wzmocnienia kadrowym, co wiązało się z zatrudnieniem kilku samodzielnych pracowników naukowo-dydaktycznych dotychczasowy zakład przemianowano na Katedrę Filozofii, którą afiliowano do Wydziału Pedagogicznego.
Dalsze wzmocnienie kadrowe i organizacyjne katedry spowodowało przekształcenie jej w 1994 roku w Instytut Filozofii. Była to pozawydziałowa jednostka organizacyjna uczestnicząca w działalności dydaktycznej i wychowawczej. Instytut powstał formalnie z połączenia Katedr Filozofii i Wychowania Plastycznego. W składzie nowo powołanego instytutu funkcjonowały cztery zakłady: Historii Filozofii i Filozofii Współczesnej, Historii i Fenomenologii Religii, Etyki, Estetyki i Wychowania Plastycznego oraz samodzielna Pracownia Logiki, Metodologii i Filozofii Nauki. W 1997 roku w jednostce tej uruchomiono samodzielne studia filozoficzne o specjalności nauczycielskiej na poziomie licencjackim. W 1998 roku Pracownia Logiki, Metodologii i Filozofii Nauki została odrębnym zakładem. Na przełomie 1999/2000 roku siedziba instytutu została przeniesiona do wynajętych od Fabryki Maszyn Rolniczych "FAMAROL" pomieszczeń przy ulicy Przemysłowej 100. Tam też borykający się z problemami kadrowymi instytut został zdegradowany do rangi katedry.
W pierwszym roku działalności katedry doszło do połączenia dotychczasowych zakładów etyki oraz historii i fenomenologii religii w jeden Zakład Etyki i Fenomenologii Religii, a potrzeby dydaktyczne spowodowały powstanie nowego Zakładu Filozofii Wychowania. Po przejęciu przez uczelnię budynku koszarowego przy ul. Westerplatte 64 w 2001 roku Katedra Filozofii została jego pierwszym gospodarzem. Już w nowym obiekcie została przeprowadzona reorganizacja procesu dydaktycznego na studiach filozoficznych. Uruchomiono wówczas trzy specjalności nauczania: ogólnofilozoficzną, etyki i religioznawstwa oraz filozofii kultury, komunikacji i mediacji społecznych. W 2005 roku katedra została ponownie przeniesiona, tym razem do budynku znajdującym się przy ulicy Bauera 14. Przeniesienie do nowego obiektu zbiegło się z likwidacją ogólnofilozoficznej specjalności nauczania. Ponadto zgodnie z przepisami nowego prawa szkolnego poszczególne specjalności utraciły specjalność nauczycielską. Równocześnie ze struktury Katedry został wyłączony Zakład Estetyki i Wychowania Plastycznego.
W 2007 roku doszło do ostatniej już reorganizacji struktur katedry, która odtąd składała się z dwóch zakładów. Jednocześnie przeniesiono jej siedzibę do gmachu przy ul. Arciszewskiego 22a. Od 2009 roku zaprzestano rekrutacji na studia filozoficzne. W 2013 roku decyzją władz uczelni katedra została zlikwidowana.

## Władze
Zakład Nauk Filozoficzno-Społecznych
- 1971-1978: prof. dr hab. Zbigniew A. Żechowski

Zakład Nauk Społeczno-Politycznych
- 1978-1982: prof. dr hab. Hieronim Rybicki

Zakład Nauk Społecznych
- 1982-1990: dr Danuta Dymek

Studium Nauk Społecznych
- 1990-1991: dr Danuta Dymek

Zakład Myśli Filozoficznej i Społecznej
- 1991-1993: prof. dr hab. Stefan Pikus

Katedra Filozofii
- 1993-1994: prof. dr hab. Stefan Pikus

Instytut Filozofii
- 1994-1995: prof. dr hab. Stefan Pikus
- 1995-1998: prof. dr hab. Adam Karpiński
- 1998-2000: prof. dr hab. Eulalia Sajdak-Michnowska

Katedra Filozofii
- 2000-2006: dr Józef Kwapiszewski
- 2006-2007: dr Stefan Konstańczak (p.o. kierownika)
- 2007-2013: dr hab. Hubert Mikołajczyk, prof. AP

## Kierunki kształcenia
W Katedrze Filozofii Akademii Pomorskiej w Słupsku prowadzone są studia pierwszego stopnia, trwające 3 lata i kończące się uzyskaniem tytułu zawodowego licencjata. Studenci mają do wyboru następujące specjalności na kierunku filozofia:
- filozofia kultury
- komunikacja i mediacje społeczne

Ponadto katedra prowadzi studia podyplomowe w zakresie negocjacji i mediacji w warunkach konfliktu i sytuacji kryzysowych.

## Struktura organizacyjna

### Zakład Historii Filozofii i Filozofii Współczesnej
Pracownicy:
- Kierownik: dr hab. Hubert Mikołajczyk, prof. AP
- dr Bogna Choińska
- dr Małgorzata Olech
- dr Alicja Pietras

### Zakład Etyki, Filozofii Kultury i Nauk o Komunikacji
Pracownicy:
- Kierownik: dr hab. Ryszard Kozłowski, prof. AP
- dr Ryszard Czyżewski
- dr Daniel Żuromski
- mgr Bogdan Drozdowicz

## Adres
Katedra Filozofii 

Akademii Pomorskiej w Słupsku 

ul. Arciszewskiego 22a 

76-200 Słupsk